# Курацукурі но Торі
Курацуку́рі но То́рі (яп. 鞍作止利 / 鞍作鳥, くらつくり‐の‐とり, «Сідляр Торі»; ? — ?) — японський майстер буддистської скульптури 7 століття періоду Асука. Вважається першим професійним скульптором Японії. Також відомий як Торі буссі (止利仏師, «Скульптор Торі»).

## Короткі відомості
Курацукурі но Торі був сином Сіби Тацуто, переселенця з материка, який належав до ремісничої корпорації сідлярів. З юності він служив у принца Шьотоку. 
Курацукурі но Торі першим познайомив японських митців із північно-китайським стилем скульптури династії Вей. Він був автором шедеврів культури Асука: Великого будди з монастиря Асука, так званого Асуцького великого будди, і триптиха Шак'ямуні з Золотої зали монастиря Хорюдзі.  